# Sam Totman
Ian Samuel Totman (Hertfordshire, 8 de agosto de 1979) é um guitarrista inglês, principal compositor da banda de power metal DragonForce. Nasceu na Inglaterra, mas mudou-se ainda pequeno para a Nova Zelândia. Começou a tocar guitarra clássica com a idade de nove anos, treinando durante muitos anos.
Sam Totman fez parte de bandas de diferentes estilos, antes de ir para o DragonForce. Dentre elas, destaca-se sua estadia na banda neozelandesa Demoniac, entre os anos de 1993 e 1999. Nela, Sam adotava o apelido de Heimdall, deus nórdico da luz. A banda ainda contava com Herman Li, amigo de Sam, e outros músicos. O Demoniac lançou três álbuns, que tiveram pouco reconhecimento (apesar de uma série de shows terem sido feitos em Londres), antes de se dissolverem em meados de 1999, pouco tempo após lançarem seu último disco: The Fire and the Wind.
Os remanescentes do Demoniac, com exceção do vocalista Dawson, formaram o Dragonheart que, posteriormente, mudaria seu nome para DragonForce. Dawson colaborou com uma canção, tempos depois, com o DragonForce, no terceiro disco: Inhuman Rampage.

## Equipamento
- Ibanez Iceman 300 custom
- Ibanez STM1WH
- Ibanez Iceman-shaped
- Ibanez Flying V